# Lhommeia biskrara
Lhommeia biskrara är en fjärilsart som beskrevs av Charles Oberthür 1885. Lhommeia biskrara ingår i släktet Lhommeia och familjen mätare. Inga underarter finns listade i Catalogue of Life.